# John G. Carlisle
John Griffin Carlisle, född 5 september 1834, död 31 juli 1910, var en amerikansk demokratisk politiker. Han var tillsammans med president Grover Cleveland en ledare av partiets konservativa flygel som kallades Bourbon Democrats.
Han föddes i Kentucky och inledde sin karriär som advokat i Covington. Han inledde sin politiska karriär i delstatens lagstiftande församling Kentucky General Assembly. Han var viceguvernör i Kentucky 1871-1875 och ledamot av USA:s representanthus 1877-1889, varav talman 1883-1889.
Som en ledande Bourbon Democrat förekom hans namn ofta i presidentspekulationerna. Han förlorade kampen om presidentkandidatur på 1880 och 1884 års partimöten, den första gången mot Winfield Scott Hancock och andra gången mot Grover Cleveland.
Carlisle utnämndes 1890 till USA:s senat när senator James B. Beck avled. Han tackade nej, när hans namn igen skulle lyftas fram som en möjlig presidentkandidat på 1892 års partimöte. Han lämnade senaten följande år när president Cleveland utnämnde honom till USA:s finansminister.
Carlisles tid som finansminister präglades av den värsta ekonomiska krisen i landets historia dittills, 1893 års panik (Panic of 1893). Hans åsikter emot silver och emot en sänkning av tullar kostade stöd bland agrara demokrater och Carlisles politiska karriär kom till sitt slut efter perioden som finansminister. Han var en motståndare till William Jennings Bryan, demokraternas presidentkandidat i 1896 års presidentval. Carlisle stödde i stället utbrytarpartiet National Democratic Party och deras presidentkandidat John M. Palmer, som till skillnad från Bryan var en stark anhängare av guldmyntfoten.
Efter tiden som finansminister flyttade Carlisle till New York, var han arbetade som advokat fram till sin död.